# 돈 마틴
돈 마틴(Dawn Martin, 1976년 ~ )은 아일랜드의 가수이다. 유로비전 송 콘테스트 1998에서 아일랜드 대표로 참가했다.